# 握手会
握手会（あくしゅかい）は、アイドルやタレントなどがファンと握手をすることを目的とした催し。いわゆる「特典会」と呼ばれるイベントの一形態。
1980年代には既にアイドルによる握手会が行われていたが、AKB48が2008年から握手会を全国展開してブレークしたことをきっかけとして、握手会はアイドルにおけるスタンダードになった。握手会は日本のアイドルに特有の文化とされることもある。
アイドルやタレント以外にも、スポーツ選手や動物も「握手会」を開催している。また、関連するイベントとしてハイタッチ会などが存在する。

## アイドルによる握手会の歴史

### 1980年代
1980年代には、レコードの新曲発売イベントや新人アイドル歌手のデビューイベント、ファンの集いと称されるイベントで、また、サイン会でのレコード購入者へのファンサービスとして握手（会）が行われていた。
『色・ホワイトブレンド』を歌った中山美穂、『くちびるNetwork』を歌った岡田有希子は、新曲発表イベントやファンミーティングとして数千人規模の握手会を開催した。80年代は人気アイドル歌手を起用した化粧品会社によるイメージソング合戦が全盛であり、企業タイアップと連動した握手会やミニコンサートなどのキャンペーンが行われた。また、菊池桃子は、全国12か所の"20万人握手会"を開催し、延べ25万人のファンを集めた。西村知美も、キャンペーンとして"全国10万人握手会"を開催した。
80年代中盤には、河合その子（おニャン子クラブ）や南野陽子といった、『夕やけニャンニャン』や『スケバン刑事』などのテレビ番組からメジャー級の人気を獲得してトップアイドルになる者が現れる。当時の新人アイドル歌手はデビューから1ヶ月程度、全国キャンペーンを行うのが通例であったが、キャンペーン前から既にメジャー級の人気を有していたこれらのアイドルは、キャンペーンでは"暴動寸前"と称されるような、一会場当たり数千人規模（延べ人数では数万人）の大規模な握手会を展開した。『スケバン刑事』で一躍トップアイドルとなった浅香唯も、化粧品会社とのタイアップである『C-Girl』のキャンペーンでは、延べ数で一万人を超える握手会を展開した。
また、おニャン子クラブからのソロデビュー組である高井麻巳子・渡辺美奈代・渡辺満里奈は、シングル盤やLPの購入者に握手会の入場整理券やその応募券を付与する形式で、日本武道館や大阪城ホールでの一万人以上の大規模な握手会を開催した。レコード購入者に握手券を付与する方式は、おニャン子クラブ解散後のうしろ髪ひかれ隊のキャンペーンでも踏襲された。
社会学者の大澤真幸は、おニャン子クラブの登場でアイドルが身近な存在となったことにより、テレビなどのメディアで活躍するカリスマ的なアイドルを応援するのではなく、より身近で等身大の存在である、新人アイドルやマイナーアイドルの握手会やイベントに熱心に参加するマニア層が出現したことを指摘している。
1988年にデビューしたアイドルグループCHA-CHAの元メンバーである勝俣州和は、「実は初めてファンとの握手会をやったのもCHA-CHAだった」と話しており、レコードを購入したファンとの握手会を全国で行った。

### 1990年代
1990年代になると東京パフォーマンスドールや制服向上委員会、チェキッ娘などのアイドルグループが結成され、握手会などファンと触れ合うイベントが一般的になった。
1997年に放送されたバラエティ番組『ASAYAN』から誕生したモーニング娘。は、デビュー企画の際に、デビューシングル「愛の種」の手売りイベントを行い、握手会も開催していた。
ジャニーズ事務所所属のアイドル嵐は、1999年にリリースしたデビューシングル「A・RA・SHI」の初回限定盤に、デビューイベントの参加券を封入し、そのイベントで握手会を開催した。

### 2000年代
CD不況が本格化し始めた2005年頃からは、CDにDVDやグッズ、キャンペーンコードなど様々な特典を付ける売り方が徐々に増え始めるが、その中でも前述のモーニング娘。は、2005年リリースの「色っぽい じれったい」のCDに握手会のキャンペーンコードを封入し、嵐も同年リリースの「WISH」では、CDの購入者限定の握手会を急遽開催するなど、後に「握手商法」「接触商法」「複数商法」と呼ばれるようになる売り方が、この時期から顕在化するようになってきた。

### 握手会の大規模化
2000年代以降はPerfumeなどライブアイドルやご当地アイドルと呼ばれるライブ中心のグループが多く結成され、これらのグループは握手会などのファンとの交流に重きを置いていた。
2008年にはキングレコードに移籍したAKB48が、シングル「大声ダイヤモンド」において握手券付きのCD購入者を対象にした「全国握手会」を開催した。これ以降、AKB48は握手会を全国に展開し、ブレークのきっかけのひとつになったとされている。AKB48の成功を受けて、握手会がアイドルグループにおける定番イベントになった。
2014年に、AKB48の握手会イベントにおいてのこぎりを持った男がメンバー2人とスタッフ1人を切りつけたAKB48握手会傷害事件が発生した。事件後はAKB48の握手会イベントが延期されていたが、事件から41日後には警備体制を増強して再開された。この事件は他のアイドルグループなどの握手会やイベントにも、中止や警備体制の変更などの影響を与えた。

### 新型コロナウイルス感染症 (2019年) の影響
2020年からは新型コロナウイルス感染症の影響により握手会の開催が困難になった。一部のアーティストは握手会の代替としてオンラインで個別に数秒会話することができるイベントを試みた。また、2020年においても感染対策をおこなった上で握手を行わない対面型のイベントを開催している例もあった。
2021年には、AKB48グループの握手会を企画運営していた株式会社SLDKが、東京地方裁判所から破産手続開始の決定を受け倒産した。
2023年2月には3年半ぶりにNMB48が握手会を再開することが発表され、AKB48も3年半ぶりにメンバーと直接会えるイベントを「個別お話し会」として開催することが発表された。

## 握手会の形式
握手会には多様な形式のものがあり規模も大小さまざまである。AKB48により大規模な握手会が開催されるようになるまでは、多くの場合はレコードや本の発売記念イベントとして行われるなど小規模なものであった。
AKB48によってアイドルのCDに握手会イベントへの参加券を付けることが一般的になると、大規模な会場で握手会を主としたイベントを開催し、数秒間の決まった時間で握手をするという形式も定着した。2011年に幕張メッセで開催されたAKB48の握手会イベントでは2日間でのべ約20万人が参加し、1日9時間にわたって握手会を行うメンバーもいた。
アイドルやタレントの握手会になぞらえ、横浜・八景島シーパラダイスでは2018年からコツメカワウソの「握手会」を開催しており、2019年時点で全国の10ヶ所ほどの水族館でカワウソ握手会が開催されている。厳密には、カワウソのケージに開いた筒状の穴を通して手指を触れたり餌やりができるというもので、餌をねだって手を伸ばしてくる習性を利用したものである。

## 日本国外における握手会
握手会は日本のアイドルに特有の文化としても認識されている。ただし、AKB48の姉妹グループであるJKT48やSNH48がアジアで握手会を開催している。
K-POPアイドルグループは、韓国では少人数のファンに対するサイン会を開催することが多い。一方で、K-POPアイドルが日本でプロモーション活動をするときは、握手会文化に影響を受けてハイタッチ会を行うことがある。

## 握手会の問題点

### 安全性
2014年に発生したAKB48握手会傷害事件では、握手会の危険性が注目された。AKB48の握手会は警備体制を増強して再開されたが、2017年には欅坂46の握手会会場で果物ナイフ1本を所持した男が発煙筒のようなものに点火する事件が発生した。こうした騒動をきっかけに、元々プロモーション目的に行われていた「握手会」も高コストなイベントとなった。

### メンバーへの負担
握手会をすべてプロモーションと割り切れるほど、アイドル全てが精神的に大人という訳ではなく、握手の為にファンの列を相手にする心理的負担は大きいとされる。元アイドルの岩井小百合は、握手会で変質者に遭遇した際は非常にストレスだったと語っている。AKB48では体調不良を理由に握手会欠席が常態化するメンバーも居た。また人気メンバーでは長時間立ち続けてのファン対応となり、過去には疲労や夏の暑さで倒れるメンバーが出るなどの問題も発生した。

### CD販売手法としての握手会
AKB48をはじめとして、CDに握手会への参加券をつけることで売り上げを伸ばす商法がアイドルグループによって広く行われている。この商法が私的独占の禁止及び公正取引の確保に関する法律（独占禁止法）に違反しているのではないかという議論があるが、弁護士の荘司雅彦は「レコード会社がイベント参加券の転売対策を行い、流通すべきものではないという姿勢を示しているのであれば」違反しているとは言い切れないという見解を示した。